# Alfredo Castro
Alfredo, właśc. Alfredo da Silva Castro (ur. 5 października 1962 w Vila do Conde) – portugalski piłkarz występujący na pozycji bramkarza.

## Kariera klubowa
Alfredo zawodową karierę rozpoczynał w 1981 w Rio Ave. Występował tam do 1984 roku i łącznie rozegrał 54 mecze w pierwszej lidze. Następnie portugalski bramkarz podpisał kontrakt z Boavistą FC. W debiutanckim sezonie w ekipie „Panter” brał udział w 23 ligowych pojedynkach. W zespole Boavisty Alfredo grał przez dwanaście lat i razem z drużyną w 1992 i 1997 roku zdobył puchar oraz superpuchar kraju. Podczas gry dla Boavisty Alfredo o miejsce w składzie rywalizował między innymi z takimi zawodnikami jak Ivan Pudar oraz Ricardo. Piłkarską karierę Alfredo zakończył w 1997 roku. Łącznie w barwach Boavisty wystąpił w 240 ligowych pojedynkach.

## Kariera reprezentacyjna
W reprezentacji Portugalii Alfredo zadebiutował w 1994 roku. W 1996 roku António Oliveira powołał go do 22-osobowej kadry na mistrzostwa Europy. Na turnieju tym Portugalczycy dotarli do ćwierćfinału, w którym zostali wyeliminowani przez drużynę narodową Czech. Łącznie dla reprezentacji swojego kraju Alfredo rozegrał sześć meczów.